# Zimming
Zimming è un comune francese di 648 abitanti situato nel dipartimento della Mosella nella regione del Grand Est.

## Storia
Al confine del comune sono stati scoperti resti di una strada romana che portava al vicino villaggio di Boucheporn, un importante centro per la produzione di ceramica sigillata durante il periodo romano. Nel Medioevo il villaggio dipendeva dal Ducato di Lorena ed era un possedimento dell'abbazia di Saint-Martin-des-Glandières a Longeville-lès-Saint-Avold.

### Simboli
Lo stemma del comune si blasona:
Il villaggio dipendeva dall'antica provincia di Lorena ed era un possedimento dell'abbazia di Saint-Martin-de-Glandières il cui stemma era, secondo l'Armorial général de France di Charles d'Hozier del 1696, d'azzurro, a tre ghiande d'oro, gambute e fogliate di verde. Questo monastero si trova a Longeville-lès-Saint-Avold, località che portava le insegne di rosso a tre ghiande rovesciate d'argento.

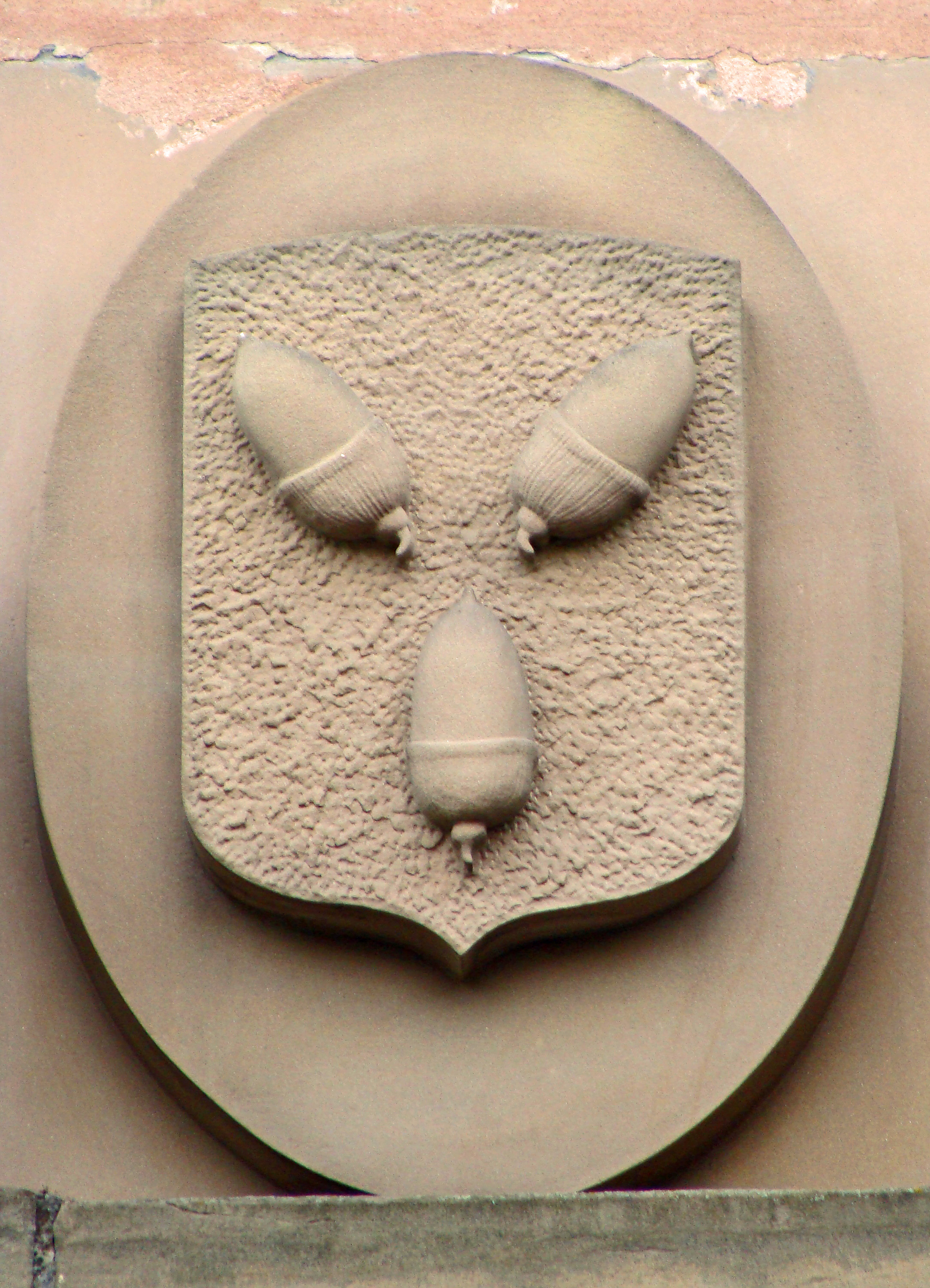
Stemma dell'abbazia di Saint-Martin-de-Glandières

La chiesa parrocchiale di Zimming è dedicata alla Trinità che è simbolizzata dai tre anelli intrecciati.
Inoltre il villaggio era nel Medio Evo una succursale della parrocchia di Boucheporn. I signori di Boucheporn portavano uno stemma inquartato: nel 1º e nel 4º d'azzurro, a una pigna rovesciata, gambuta e fogliata d'argento; nel 2º e nel 3º di rosso, a tre anelletti d'oro intrecciati in pergola.

## Monumenti e luoghi d'interesse
- La vecchia città militare della Linea Maginot e il forte Kerfent, nel Settore fortificato di Faulquemont, zona di combattimenti nel giugno 1940
- La chiesa parrocchiale della Santissima Trinità del XVIII secolo

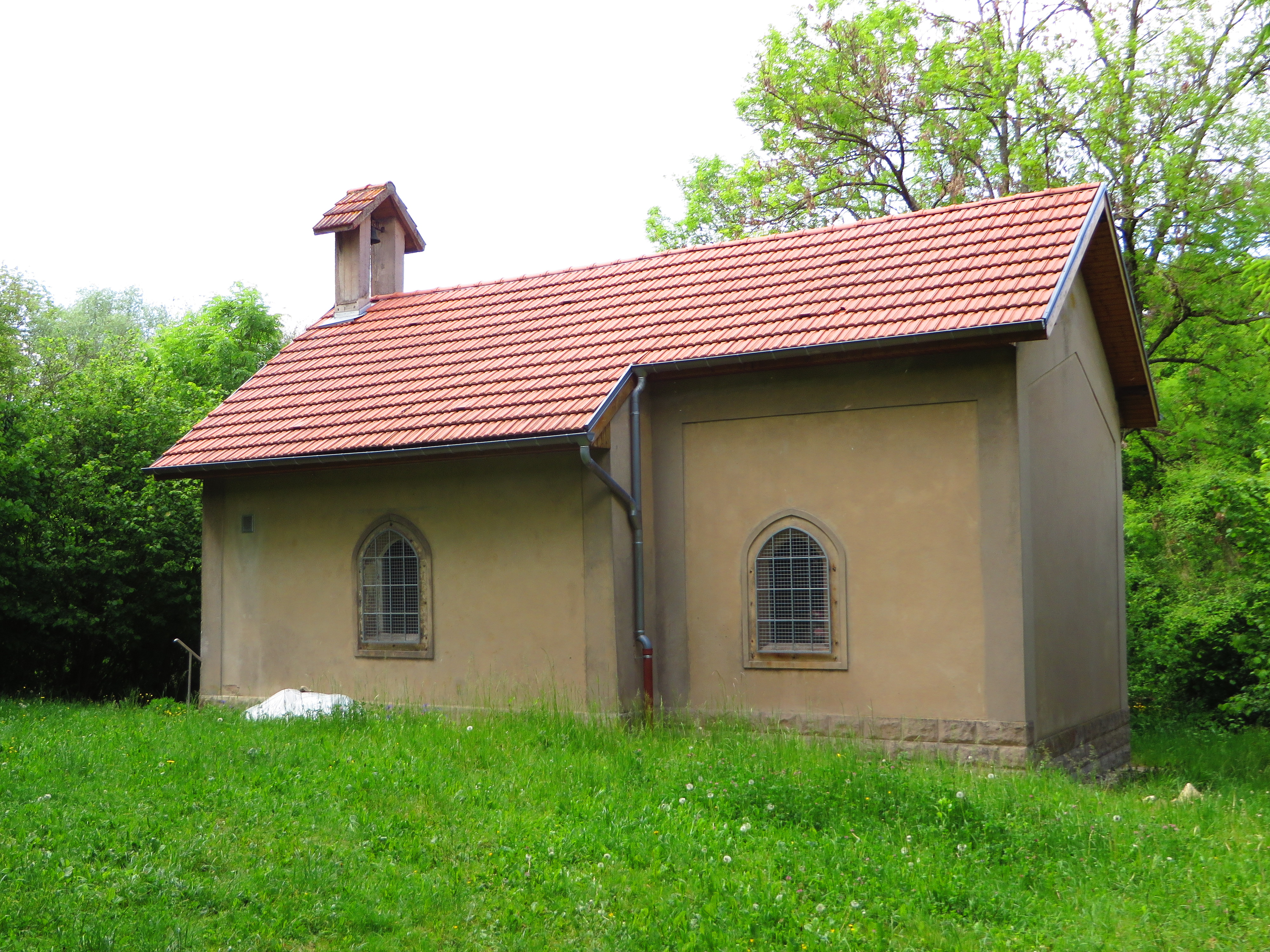
Cappella di Saint-Gengoulf a Bettingen

- Nel territorio del comune si trovano le rovine del villaggio di Bettingen, raso al suolo dagli svedesi durante la guerra dei trent'anni. Rimane in piedi solo la cappella di Saint-Gengoulf del XIV secolo, restaurata nel 1938

## Società

### Evoluzione demografica
Abitanti censiti